# Freiherr-vom-Stein-Gymnasium (Münster)
Das Freiherr-vom-Stein-Gymnasium ist ein Gymnasium im Stadtteil Gievenbeck von Münster.

## Geschichte
Die Schule wurde 1851 als private Evangelische Töchterschule von Emilie Koch an der Georgskommende gegründet. In der zweiten Hälfte des 19. Jahrhunderts war der Wunsch an eigenen Bildungseinrichtungen für evangelische Kinder nicht mehr zu übersehen. Dies führte im Bereich der weiterführenden Schulen zur Gründung der Vorläuferschule des Freiherr-vom-Stein-Gymnasiums als Angebot für Mädchen (Mädchenschule). Für Jungen erfolgte die Gründung des Schiller-Gymnasiums (Jungenschule).
Gebäude der Schule waren an der Gerichtstraße, der Frauenstraße, der Breiten Gasse, der Mühlenstraße, der Achtermannstraße, der Sonnenstraße (bis 1941). Danach wurde der Schulbetrieb in verschiedenen Gebäuden, unter anderem in der Hansaschule, bis 1957 fortgesetzt. 1954 erhielt die Schule den Namen Freiherr-vom-Stein-Schule. 1957 wurde das Schulgebäude am damaligen Hindenburgplatz (heute Schlossplatz) eingeweiht. 1972 wurde am Stein-Gymnasium als erstes Gymnasium Münsters die reformierte Oberstufe eingeführt. 1976 wurde das Mädchen-Gymnasium koedukativ und durfte fortan auch von Jungen besucht werden.
Die SPD von Münster scheiterte 1995 mit dem Anliegen, die Überwasser-Hauptschule, die Paul-Gerhardt-Realschule und das Stein-Gymnasium in eine Gesamtschule umzuwandeln.
Im Jahre 1993 begann die Oberstufenkooperation mit dem Schillergymnasium, die wegen des Umzugs 2007 auslief.

## Ganztag
Nach dem Unterricht gibt es die Möglichkeit für die Schülerinnen und Schüler das Ganztagsangebot zu nutzen. Dieses lässt sich in drei Blöcken unterteilen:
Der erste Block ist die Mittagspause. Die Schüler können nach dem gemeinsamen Mittagessen in der Mensa ihre freie Zeit in den Ganztagsräumen oder auf dem Schulhof verbringen. Unter den Ganztagsräumen befindet sich unter anderem ein Toberaum. Der Toberaum bietet die Möglichkeit zum Toben, Kickern, Tischtennisspielen. Im GT-Treff können die Kinder lesen und basteln. Im Snoezelraum wird Gelegenheit zur Entspannung gegeben. Im Spieleraum können Gesellschaftsspiele gespielt werden.
Der zweite Block bietet den Kindern intensive Hausaufgabenbetreuung. Fachlehrer stehen bei Fragen zur Verfügung und leiten zu konzentriertem Arbeiten an.
Der dritte Block umfasst das Neigungsgruppen-, Arbeitsgruppen- und offene Freizeitangebot.
Die Schule bietet allen Kindern, die nach Beendigung der Hausaufgabenbetreuung bis 16:00 Uhr in der Schule bleiben wollen, die Möglichkeit, das Angebot verschiedener Gruppen in musikalischen, sportlichen, künstlerischen und spielerischen Bereichen zu nutzen. Dieses Angebot soll die sinnvolle Gestaltung von Freizeit fördern und verstärkte Möglichkeiten sozialen Lernens bieten.

## Der Neubau
Am 13. Dezember 2000 beschloss der Rat der Stadt Münster, dass das Freiherr-vom-Stein-Gymnasium das neue „Gymnasium im Westen“ sein soll. Der Grundstein wurde daraufhin im September 2004 gelegt.
Bereits während der Bauphase gab es lebhafte Diskussionen über die Gestaltung des Neubaus, der insbesondere durch seine grüne Färbung auffällt.
Im Juni 2006 zog dann die Schule in das neue Gebäude ein, welches am 14. September desselben Jahres durch den Oberbürgermeister Berthold Tillmann offiziell eingeweiht wurde.

## Profilsäulen

### Überblick Unterrichtsangebot
Ab der 5. Klasse sind die Fächer Mathematik, Deutsch, Englisch, Biologie, Sport, LAMM (Lern Arbeits Medien Methoden), Erdkunde und Katholische Religion bzw. Evangelische Religion bzw. Philosophie möglich,  ab der 6. Klasse Informatik und Physik, ab der 7. Klasse Spanisch, Französisch, Latein, Chemie und ab der 10. Klasse Italienisch.
In den Profilsäulen erfolgt eine Schwerpunktsetzung.

### Die sprachlich-künstlerische Profilsäule
Schwerpunktsetzung in Unterrichtsfächern sowie Arbeitsgemeinschaften und Projekten:

#### Sprachen
- Ab Klasse 7: Zweite Fremdsprache (Latein, Französisch oder Spanisch)
- Ab Klasse 8: Dritte Fremdsprache (Französisch oder Spanisch)
- Ab Klasse 10: Vierte Fremdsprache (Italienisch)

Angebote:
- Klasse 5/6: Arbeitsgemeinschaften für die Sprachen Spanisch und Italienisch
- Erwerb des französischen Fremdsprachendiploms DELF
- Auslandskontakte mit Schulen in Frankreich, Italien, Kolumbien und Peru
- Wettbewerbe: Bundeswettbewerb in den Fremdsprachen Englisch und Französisch, Schülervorlesewettbewerb des deutschen Buchhandels

Austauschprogramme:
- Klasse 8: Kurzzeitaustausch von einer Woche nach Velaux in Südfrankreich, mit Gegenbesuch der Franzosen
- Klasse 10: Langzeitaustausch von drei Monaten nach Chile, mit Gegenbesuch
- Jahrgangsstufe 11: Kurzzeitaustausch von einer Woche nach Fermo in Italien, mit Gegenbesuch der Italiener

#### Kunst/Musik
Angebote:
- Bläserklasse in den Klassen 5 und 6/7, d. h. verstärkter Musikunterricht mit Instrumental- und Ensemblepraxis
- Beteiligung an wechselnder Ausstellung zur künstlerischen Ausgestaltung in der Schule
- Teilnahme an den „Steinsplittern“, der „Sportgala“, sowie anderen schulischen Kulturveranstaltungen
- Arbeitsgemeinschaften: Theaterspiel, Kunst, Werken, Chor, Orchester, Schulband, Cheerleading, Volleyball und Modern Dance
- Wettbewerbe: Malwettbewerb der Volksbanken, Europäischer künstlerischer Schülerwettbewerb, Jugendtheaterwettbewerb, regionaler und überregionaler Wettbewerb in den Bereichen Kunst und Theater

### Die mathematisch-naturwissenschaftliche Profilsäule
Ziel ist die Steigerung des Interesses für naturwissenschaftliche Fächer u. a. durch selbständiges Experimentieren.
Unterricht:
- Klasse 5: Klassenfahrt mit naturpraktischen Schwerpunkt; eine Zusatzstunde in Biologie zum Experimentieren.
- Klasse 5–7: durchgängiger Biologieunterricht
- Klasse 6: fachverbindendes Projekt „Mensch & Tier“; Projekttag zum Thema Sexualerziehung in der Klasse 6
- Klasse 8: Unterrichtsgänge sowie Exkursionen zu Wald- und Gewässerbiotopen im Schulumfeld
- Klasse 8: Förderangebote in den Hauptfächern und wählbaren Sprachen 1 (Latein/Französisch)
- Klasse 8 und 9: naturwissenschaftliche Angebote im Wahlpflichtbereich
- Klasse 9: Förderunterricht in Mathematik

Angebote:
- Einsatz des Computers im naturwissenschaftlichen Unterricht

Wettbewerbe:
- Mathematikolympiade
- Schüler experimentieren
- Jugend forscht
- Känguru der Mathematik
- Heureka Wettbewerb

Arbeitsgemeinschaften:
- Mathematik- und Physik-AG
- AG Schulgarten
- Einbeziehung des Schulgartens in den Biologieunterricht
- verschiedene von Schülern und Lehrern geleitete AG's mit teilweise Auftritten bei der jährlichen Schulveranstaltung „Steinsplitter“
- Hilfsprojekte AG
- Volleyball AG
- Fimo AG
- Theater AG
- Spurensuche AG
- Badminton AG
- Segel AG
- Bienen AG
- Lego Roboter AG
- 3D-Druck AG
- Greenkeeper AG

## Partnerschaften
Der Aufbau internationaler Schüleraustausche und internationaler Beziehungen begann 1990 mit der Partnerschaft mit dem Liceo Scientifico Calzecchi Onesti in Fermo in den Marken (Italien). Heute bestehen zahlreiche Partnerschaften mit Schulen in den Niederlanden, Kolumbien, Israel und Frankreich. Seit kurzem ist auch ein Austausch mit einer spanischen Schule.

## Fakten
Der Neubau in Zahlen
- Investitionskosten: 25.834.700 €
- Bauwerkskosten: 17.690.000 €
- Bruttogrundfläche: 14.783 m²
- Bruttorauminhalt: 69.937 m³
- Bauwerkskosten pro m²: 1.197 €
- Bauwerkskosten pro m³: 253 €

## Galerie

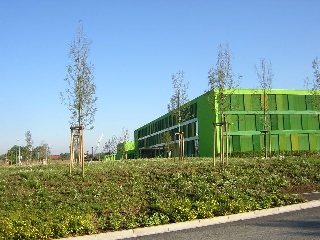
Süd- und Westseite mit Haupteingang
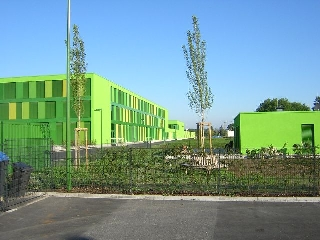
Süd- und Ostseite Hausmeisterwohnung (rechts) und Außengelände
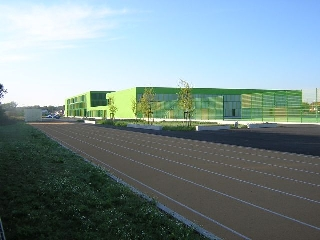
Nordseite mit Sportanlagen